# Зачиняев, Василий Никитович
Василий Никитович Зачиняев (28 июля (9 августа) 1915 год, г. Владивосток, Российская империя — 2 марта 2008, Санкт-Петербург, Россия) — советский художник-постановщик, художник-график, книжный иллюстратор, живописец. Заслуженный художник Российской Федерации (1997).

## Биография
Василий Зачиняев родился 9 августа 1915 года в городе Владивостоке, в простой рабочей семье.
В конце 30-х годов закончил Краснодарское художественное училище и получил диплом сценографа.
В 1939 году В. Н. Зачиняев был принят во Всесоюзный государственный институт кинематографии (ВГИК), где обучался профессиональному мастерству у Б. Дубровского-Эшке, И. Шпинель, Ф. Богородского, Ф. Модорова.
В 1941 году добровольцем ушёл на фронт, в рядах народного ополчения защищал Москву. В 1942 году был отозван с фронта для продолжения учёбы и уже в 1943 году, после досрочной защиты диплома, был направлен на Свердловскую киностудию, где, в качестве второго художника, принял участие в работе над картинами «Сильва» и «Испытание». Затем какое-то время работал на Рижской и Одесской киностудиях, на студии «Молдова-филм». С 1959 года и по 1981 год — художник-постановщик киностудии «Ленфильм», на которой участвовал в создании, в общей сложности, более пятнадцати картин.
- Член Союза кинематографистов СССР (Ленинградское отделение).
- Член Союза художников СССР (1946).

Ушёл из жизни 2 марта 2008 года в Санкт-Петербурге.

## Фильмография
1. 1949 — Райнис (совместно с Гербертом Ликумсом) (Режиссёр-постановщик: Юлий Райзман)
2. 1955 — Тень у пирса (Режиссёр-постановщик: Михаил Винярский)
3. 1956 — Весна на Заречной улице (совместно c Музой Панаевой) (Режиссёры-постановщики: Феликс Миронер, Марлен Хуциев)
4. 1956 — Капитан «Старой черепахи» (совместно с Б. Ильюшиным) (Режиссёры-постановщики: Всеволод Воронин, Генрих Габай)
5. 1956 — Пе-коптер! (На печь) (короткометражный) (Режиссёр-постановщик: Владимир Карасёв)
6. 1957 — Белая акация (Режиссёр-постановщик: Георгий Натансон)
7. 1959 — Черноморочка (Режиссёр-постановщик: Алексей Коренев)
8. 1960 — И снова утро (Режиссёр-постановщик: Геннадий Казанский)
9. 1960 — Плохая примета (короткометражный) (Режиссёр-постановщик: Наталья Трощенко)
10. 1962 — Кино и время (публицистический фильм) (Режиссёр-постановщик: Виктор Садовский)
11. 1964 — Пока фронт в обороне (Режиссёр-постановщик: Юлий Файт)
12. 1964 — Фро (короткометражный) (Режиссёр-постановщик: Резо Эсадзе)
13. 1966 — Кто придумал колесо? (Режиссёр-постановщик: Владимир Шредель)
14. 1968 — Степень риска (Режиссёр-постановщик: Илья Авербах)
15. 1969 — Князь Игорь (фильм-опера) (совместно с Алексеем Федотовым) (Режиссёр-постановщик: Роман Тихомиров)
16. 1971 — Ночь на 14-й параллели (Режиссёры-постановщики: Владимир Шредель, Юлиан Семёнов)
17. 1972 — В чёрных песках (Режиссёр-постановщик: Искандер Хамраев)
18. 1973 — Цемент (ТВ) (Режиссёры-постановщики: Александр Бланк, Сергей Линков)
19. 1975 — Лавина (Режиссёры-постановщики: Николай Кошелев, Валентин Морозов)
20. 1976 — Сладкая женщина (Режиссёр-постановщик: Владимир Фетин)
21. 1978 — Крепость (Режиссёр-постановщик: Василий Паскару)
22. 1978 — Поздняя встреча (ТВ) (совместно с Александром Зачиняевым) (Режиссёр-постановщик: Владимир Шредель)
23. 1980 — Каникулы Кроша (ТВ) (Режиссёр-постановщик: Григорий Аронов)